# فرخ آباد عليا (مقاطعة دلفان)
فرخ‌آباد عليا (بالفارسية: فرخ‌آباد علیا) هي قرية تقع في قسم كاكاوند الشرقي الريفي (مقاطعة دلفان) في إيران. يقدر عدد سكانها بـ 47 نسمة .